# Långstjärtad skarv

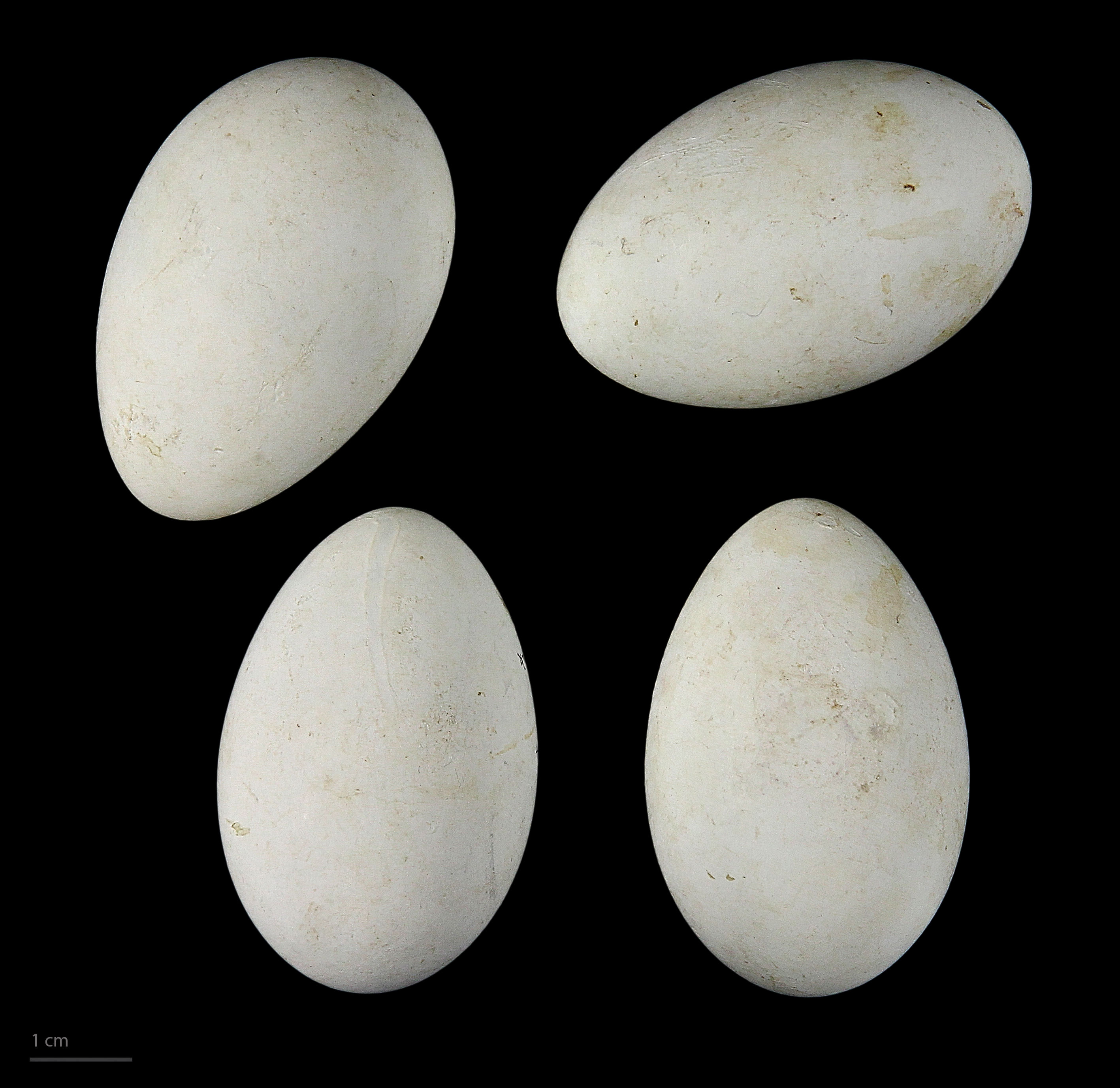
Microcarbo africanus

Långstjärtad skarv (Microcarbo africanus) är en afrikansk fågel i familjen skarvar inom ordningen sulfåglar.

## Utseende
Långstjärtad skarv är en liten skarv med en 50-55 centimeter i kroppsläng och 85 centimter i vingbredd. Häckningstid är en huvudsakligen svart med grön glans. Vingtäckarna är silverfärgade. Stjärten är rätt lång. På huvudet syns en liten tofs samt en röd eller gul strupfläck. Näbben är gul. Könen är lika, men adulta fåglar utanför häckningstid är brunare med vit buk. 

## Utbredning och systematik
Långstjärtad skarv delas in i två underarter med följande utbredning:
- Microcarbo africanus africanus – förekommer i Afrika, söder om Sahara
- Microcarbo africanus pictilis – förekommer på Madagaskar

Arten har tillfälligt påträffats i Seychellerna, Jemen, Marocko och Egypten (där den även tidigare häckat). Ett fynd från Spanien har inte med säkerhet bedömts vara spontant.

### Släktestillhörighet
Fram tills nyligen placerades den liksom flera andra små kortnäbbade skarvar i det stora skarvsläktet Phalacrocorax. De ledande taxonomiska auktoriteterna liksom Sveriges ornitologiska förening för dessa nu till Microcarbo eftersom de utgör en tydlig grupp som skildes från övriga skarvar för 12 miljoner år sedan.

### Skarvarnas släktskap
Skarvarnas taxonomi har varit omdiskuterad. Traditionellt har de placerats gruppen i ordningen pelikanfåglar (Pelecaniformes) men de har även placerats i ordningen storkfåglar (Ciconiiformes). Molekulära och morfologiska studier har dock visat att ordningen pelikanfåglar är parafyletisk. Därför har skarvarna flyttats till den nya ordningen sulfåglar (Suliformes) tillsammans med fregattfåglar, sulor och ormhalsfåglar.

## Levnadssätt
Långstjärtad skarv häckar i sötvattensvåtmarker eller utmed lugna kuststräckor. Den födosöker vanligtvis i grunt vatten efter långsmala fiskar som malar, ciklider och elefantnosfiskar, mer sällan flundror, grodor, vattenlevande ryggradslösa djur och småfåglar. Två till fyra ägg läggs i ett bo i ett träd eller på marken, vanligtvis skyddat från insyn av högt gräs.

## Status
Arten har ett stort utbredningsområde och beståndet anses vara stabilt. Internationella naturvårdsunionen IUCN listar den därför som livskraftig (LC). Världspopulationen uppskattas till mellan drygt 200 000 och drygt 1,2 miljoner individer.